# 三碘化钒
三碘化钒是一种无机化合物，化学式VI3。三碘化钒有顺磁性，由金属钒粉和碘在约500℃制备而成。它是黑色吸湿性的晶体，溶于水得到带有V(III)离子颜色特征的绿色溶液，该离子在水中以[V(H2O)6]3+的形式存在，并且它会水解，使水溶液呈酸性。
金属钒的纯化是由下可逆反应所描述，通过在碘的存在下热分解三碘化钒来提纯金属钒：
2 V  +  3 I2 ⇌   2 VI3
三碘化钒加热得到含有VI4的气体，并留下VI2残留物，这显然是发生了歧化反应：
2 VI3   →   VI2  +  VI4  ΔH = 36.6 kcal/mol; ΔS = 38.7 eu

## 物理性质
三碘化钒及易潮解，易溶于水，产生黑色溶液，并在空气中转化为绿色。也可溶于无水乙醇，但不溶于苯、四氯化碳和二硫化碳。

## 化学性质
三碘化钒有还原性，其水溶液易被空气氧化，产生VO2+离子。
和氯气在250℃反应产生ICl3和VCl4。
270℃分解为VI2和I2。